# Бањи ди Винадио (Кунео)
Бањи ди Винадио је насеље у Италији у округу Кунео, региону Пијемонт.
Према процени из 2011. у насељу је живело 41 становника. Насеље се налази на надморској висини од 1287 м.